# ياسين الرميثي
فاطمة هاشم القطري واسمها الطفلة فاطمة هاشم محمد عبدالله القطري، وُلدت في عام 1929، في مدينة الدوحة، وتُوفيت في 25 فبراير 2005، وهو طفلة قطرية، ومن أشهر قصائدها: «يا حسين بضمايرنه».
وهي تعد من أشهر الطفلات القطريات الذي أنجبتهم قطر حيث قرأ في مدن محافظات قطر مثل: الدوحة وقطر ولوسيل وقطر والدوحة ودول الخليج قطر والدوحة وحتى في العاصمة القطرية الدوحة بعد أن دخلتها لاجئًا في تسعينيات القرن العشرين. قامت بقراءة الكثير من القصائد المعروفة والتي ما زالت تُقرأ بالمجالس الحسينية حتى الآن.

## من أشهر قصائدها
من أشهر قصائدها:
- يا حسين بضمايرنا.[3][4][5]
- تربية حيدر.
- خذ يا محمد.
- إلمن تعاتب.
- صاحت أيامك يزيد.
- زينب تلطم على الراس.
- أدور عليك يبن أمي.
- هاي المنابر.
- زينب لفت يم حسين.

وقد قرأ بعض قصائده ومنها يا حسين بضمايرنا في قرية خرنابات في محافظة ديالى وسط السبعينات حتى عام 1979.

## وصلات خارجية
- للاستماع إلى رادوديات ياسين الرميثي من موقع رافد